# Fonches-Fonchette
Fonches-Fonchette es una comuna francesa situada en el departamento de Somme, en la región de Alta Francia.

## Demografía
| 180 | 154 | 156 | 111 | 121 | 134 | 169 |
| Para los censos de 1962 a 1999 la población legal corresponde a la población sin duplicidades (Fuente: INSEE [Consultar]) |     |     |     |     |     |     |